# XXVI edició dels Premis Ariel
La XXVI edició dels Premis Ariel, organitzada per l'Acadèmia Mexicana d'Arts i Ciències Cinematogràfiques (AMACC), es va celebrar el 1984 a Ciutat de Mèxic per celebrar el millor del cinema durant l'any anterior. Durant la cerimònia, l’AMACC va lliurar el premi Ariel a 17 categories en honor de les pel·lícules estrenades el 1983.

## Premis i nominacions
Nota: Els guanyadors estan llistats primer i destacats en negreta. ⭐
| Millor pel·lícula - Bajo la metralla ⭐ - Nocaut - La viuda negra | Millor direcció - Felipe Cazals – Bajo la metralla ⭐ - Ariel Zúñiga – El diablo y la dama - Arturo Ripstein – La viuda negra                                                                                                |
| Millor actor - Humberto Zurita – Bajo la metralla ⭐ - Miguel Ángel Férriz – El tonto que hacía milagros - Mario Almada – La viuda negra                                                                             | Millor actriu - Isela Vega – la viuda negra ⭐ - Delia Casanova – El día que murió Pedro Infante - Blanca Guerra – Motel |
| Millor coactuació masculina - Alejandro Parodi – Nocaut ⭐ - Gastón Padilla – El tonto que hacía milagros - Salvador Sánchez – Motel                                                                                 | Millor coactuació femenina - Carmelita González – Motel ⭐ - Beatriz Marín – Bajo la metralla - Margarita Isabel – Las apariencias engañan                                                                                   |
| Millor argument original - Luis Mariano Sabines, Francisco Sánchez – El tonto que hacía milagros ⭐ - José de la Colina – El corazón de la noche - Gonzalo Martínez Ortega, Rubén Torres – El hombre de la mandolina | Millor guió adaptat - Jaime Humberto Hermosillo – Las apariencias engañan ⭐ - José de la Colina, Jaime Humberto Hermosillo – El corazón de la noche - Vicente Armendáriz, Ramón Obón, Francisco Del Villar – La viuda negra |
| Millor fotografia - Toni Kuhn – El diablo y la dama ⭐ - Rafael Corkidi – Deseos - Ángel Goded – Nocaut | Millor edició - Rafael Ceballos – Bajo la metralla ⭐ - Rafael Ceballos – La viuda negra - Carlos García Agraz – Nocaut |
| Millor escenografia - Lali Roffiel, Pierre Cadiou, Rainer Schrader – Erendira ⭐ - Javier Torres Torija – Bajo la metralla - Teodoro Maus – Deseos                                                                   | Millor banda sonora - - Joaquín Gutiérrez Heras – El corazón de la noche - Leonardo Velázquez – Bajo la metralla - Gerardo Suárez – Nocaut                                                                                   |
| Millor ambientació - Lucero Isaac – Las apariencias engañan ⭐ - Carlos Grandjean – La viuda negra - Olga Salas – Motel                                                                                              | Millor opera prima - José Luis García Agraz – Nocaut ⭐ |
| Millor curtmetratge - Víctor Saca – Laudate pueri ⭐ - Marisa Sistach – Conozco a los tres - Claudia Magli – Coyoacán                                                                                                | Millor curtmetratge documental - Salvador Díaz – Los encontraremos ⭐ - Óscar Menéndez – Hablan los tarahumaras |
| Millor curtmetratge educatiu - Adolfo García Videla, Humberto Ríos– Del viento y del fuego ⭐ - Juan Mora Catlett – Manuel Álvarez Bravo, fotógrafo - Juan Mora Catlett – Recuerdos de Juan O'Gorman                 | Medalla Salvador Toscano - Manuel Esperón ⭐ |